# Aquathlon
Aquathlon sau lupte subacvatice este unul din cele mai noi activități de scufundare liberă (în apnee). Termenul aquathlon provine din limba greacă (aqua = apă, thlon  = lupte).

Aquathlon a fost inventat în U.R.S.S. în anul 1980 de către Igor Ostrovsky, antrenor de înot la Universitatea Tehnică din Moscova.
Sportul este practicat în piscină între doi scufundători echipați cu mască și labe de înot și benzi din cauciuc la glezne. Scopul fiecărui scufundător este ca prin procedee asemănătoare luptelor libere, să scoată banda de cauciuc de la glezna celuilalt concurent. La suprafața apei se află un arbitru.
Competițiile de aquathlon se desfășoară în piscină într-o zonă centrală delimitată, având dimensiunile de 5 m x 5 m. Adâncimea apei este de 3 ... 6 m. 
Durata unei întâlniri de aquathlon este de 3 reprize a câte 30 de secunde, cu pauze de maxim 1,5 minute și o repriză de prelungiri în caz de egalitate.
Aquathlon are mai multe discipline sau stiluri de desfășurare:
- clasic
- liber
- cu aparat autonom de respirat sub apă
- combatant
- gimnastic-acrobatic

## Istoric
- În perioada 1974 - 1982 Igor Ostrovsky, creează și dezvoltă aquathlon.
- 1982: prima competiție de aquathlon cu aparat autonom de respirat sub apă se desfășoară la Moscova
- 1984: se înființează la Moscova primul club de aquathlon
- 1985: are loc la Moscova prima competiție de aquathlon stilul clasic
- 1987: Igor Ostrovsky împreună cu câțiva studenți fac o demonstrație de aquathlon stilul combatant, în piscina olimpică din Moscova
- 1988: primul concurs de aquathlon stilul liber se ține tot la Moscova
- 1989: este înființată la Moscova Asociația de aquathlon cu scopul de a reuni toate cluburile de aquathlon din U.R.S.S.
- 1990: Aquathlon este recunoscut ca activitate sportivă subacvatică de către Federația de sporturi subacvatice din U.R.S.S.
- 1993: se desfășoară la Moscova prima competiție internațională de aquathlon
- 1996: este înființată Asociația Internațională de Aquathlon
- 2002: are loc primul Campionat European de aquathlon la Șciokino, în Rusia
- 2007: primul Campionat Mondial de aquathlon la Bari, Italia
- 2008: CMAS recunoaște și include aquathlon în cadrul activităților sale de sporturi subacvatice, iar în luna Noiembrie se desfășoară la Soci, prima competiție internațională sub egida CMAS. Câștigători au fost Oleg Nivenchenei din Ucraina la masculin și Valentina Pisarenko din Israel la feminin.
- În anul 2009, este înființată Comisia de Aquathlon în cadrul Comitetului de sport a CMAS.
- 2010: are loc la Kazan, Rusia, campionatul european sub egida CMAS la care au participat echipe de aquathlon din Rusia, Ucraina, Belarus, Israel, Croația, Lituania. [2]

Ultima ediție a campionatului mondial a avut loc între 24 - 29 august 2011, la Valladolid, Spania.
În cadrul federației internaționale de aquathlon, sunt afiliate cluburi din Israel, Germania, S.U.A., Ucraina, Moldova, Belarus, India, Venezuela.